# Cetatea Frauenstein (Wiesbaden)
Cetatea Frauenstein este situată în cartierul Frauenstein din Wiesbaden; ea a fost întemeiată în secolul XII de către Heinrich Bodo von Idstein, fiind cea mai veche construcție din Wiesbaden.

## Istoric
Cetatea a fost clădită prin anul 1184 într-o vale îngustă, fiind mai întâi cunoscută sub numele de Vrouwensteyn, denumire care în decursul timpului s-a schimbat în Frauenstein, denumire care este asociată cu Fecioara Maria.